# Zaouli

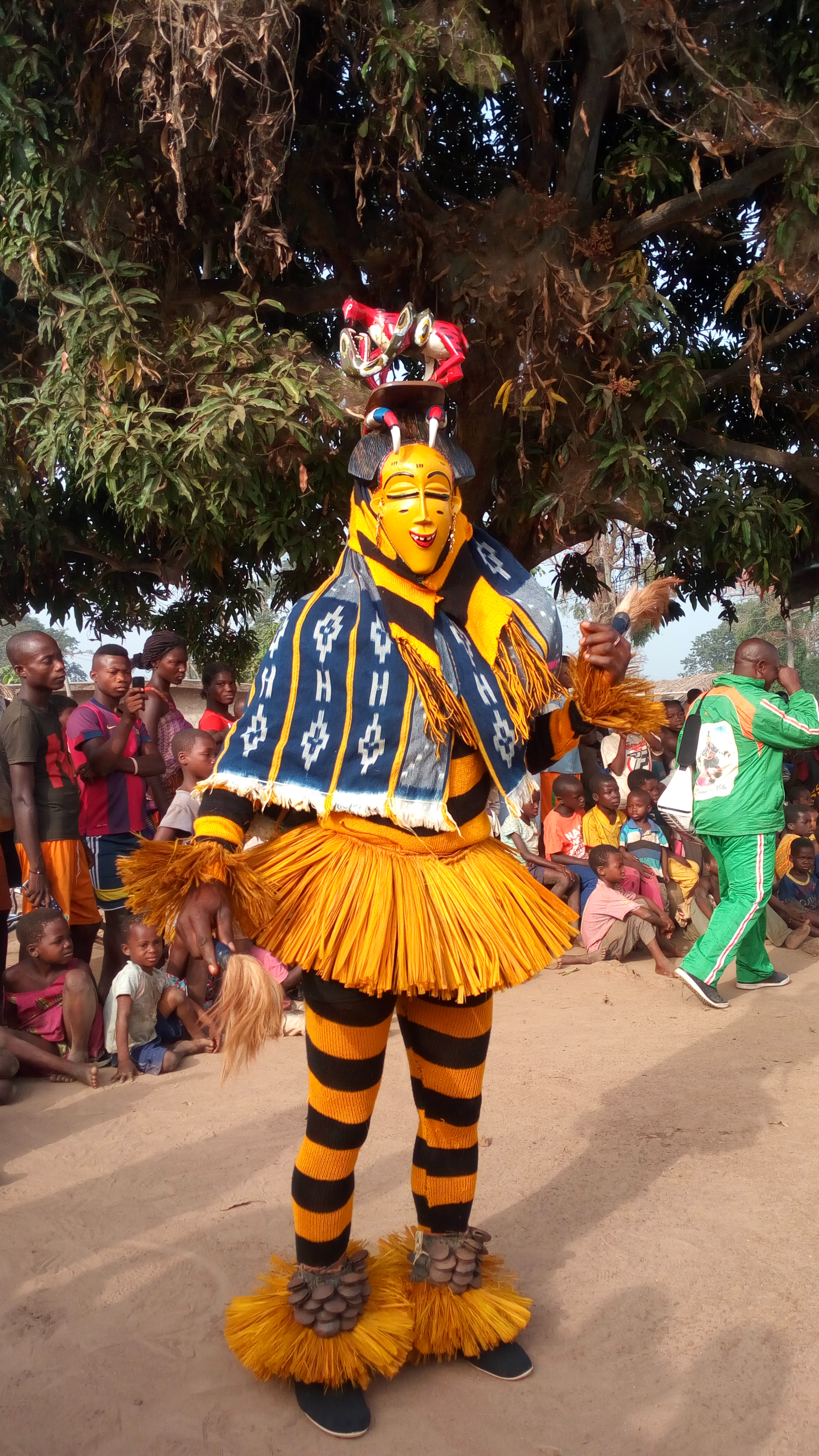
Điệu nhảy Zaouli

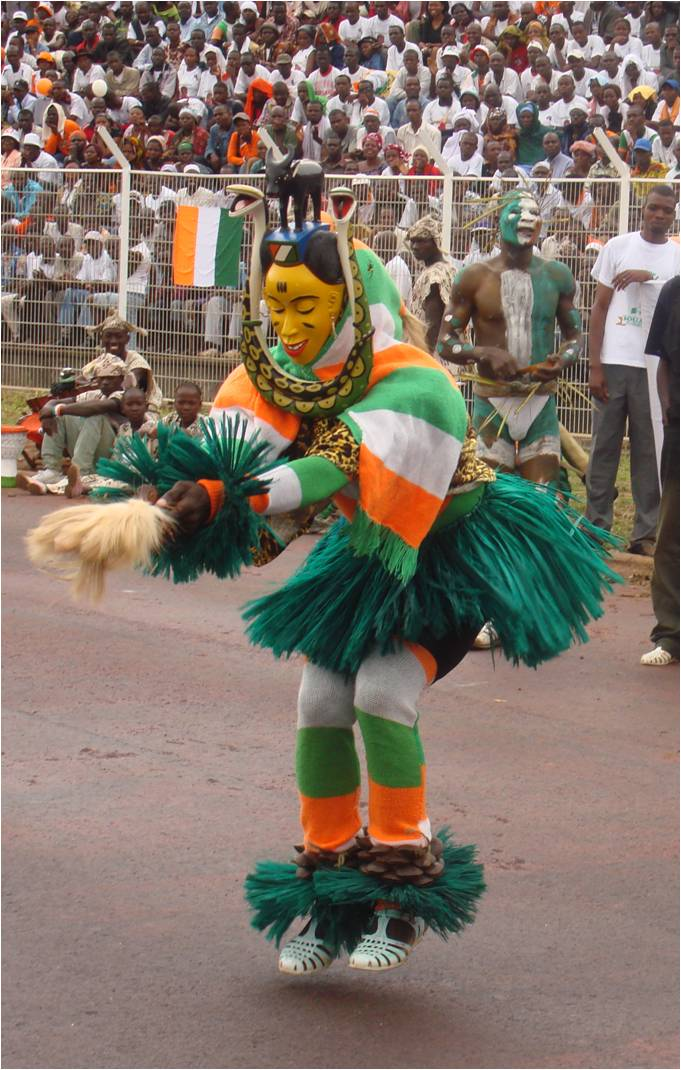
Trình diễn điệu nhảy Zaouli

Zaouli hay Zawli là một điệu nhảy truyền thống của người Guro (những tộc người nói tiếng Guro) ở miền trung Bờ Biển Ngà. Mặt nạ Zaouli được sử dụng trong điệu nhảy này được tạo ra vào những năm 1950, được cho là lấy cảm hứng từ một cô gái tên là "Djela Lou Zaouli" (có nghĩa là "Zaouli, con gái của Djela"). Tuy nhiên, những câu chuyện truyền kỳ về nguồn gốc của chiếc mặt nạ đặc trưng này rất đa dạng và mỗi chiếc mặt nạ có thể có lịch sử biểu tượng riêng. Vũ điệu độc đáo này đã được ghi vào Danh sách đại diện của Di sản văn hóa phi vật thể của nhân loại của UNESCO vào năm 2017. Mỗi làng Guro đều có một vũ công Zaouli địa phương (luôn là những nam giới mặc dù điệu nhảy lấy cảm hứng từ cô gái), biểu diễn trong các đám tang và lễ kỷ niệm. Người ta tin rằng điệu múa này làm tăng năng suất của ngôi làng nơi được biểu diễn và được coi là công cụ đoàn kết cho cộng đồng Guro và theo nghĩa rộng hơn là toàn bộ đất nước. 

## Lan truyền
Nghệ sĩ nhạc rap người Anh-Sri Lanka M.I.A. đã đưa một đoạn clip về một vũ công Zaouli vào video ca nhạc của cô cho bài hát "Warriors", được phát hành như một phần của video Matahdatah Scroll 01: Broader Than A Border được phát hành vào năm 2015. Một video phổ biến bao gồm bài hát "Bungee Jump" của nghệ sĩ nhạc điện tử Captain Hook & Astrix sử dụng cảnh quay về các vũ công Zaouli. Năm 2022, nhóm nhạc nữ K-pop Nature đã phát hành một video ca nhạc cho đĩa đơn "Rica Rica", với vũ đạo lấy cảm hứng rất nhiều từ điệu nhảy Zaouli. Một số người dùng internet đã chỉ trích việc sử dụng này là không phù hợp. Những video ngắn về điệu múa Zaouli truyền thống cũng đang lan truyền trên Internet, nhạc nền đã được thay thế bằng nhịp điệu nhanh và có vẻ đồng điệu nhịp nhàng với nhạc psytrance.